# Leucanopsis siegruna
Leucanopsis siegruna är en fjärilsart som beskrevs av William Schaus 1941. Leucanopsis siegruna ingår i släktet Leucanopsis och familjen björnspinnare. Inga underarter finns listade i Catalogue of Life.